# CygamesPictures
CygamesPictures Inc. (株式会社サイゲームス・ピクチャーズ Kabushiki gaisha Saigēmusu Pikuchāzu?) es un estudio de animación japonés establecido en 2016 filial de Cygames.

## Historia
La empresa matriz, Cygames, estableció su propia división de producción de anime en marzo de 2015 para iniciar la planificación, producción y desarrollo de negocios de anime dentro de la propia compañía. Siguiendo esta línea, el 5 de abril de 2016 se fundó CygamesPictures, con el objetivo de internalizar también la producción dentro de la empresa. Sin embargo, en ese momento, Nobuhiro Takenaka, quien era director de Cygames, afirmó que la compañía continuaría colaborando de manera constante con otros estudios de producción y no internalizaría todo el proceso. Además, al igual que Cygames, adoptaron el lema “crear el mejor contenido”, enfatizando la formación de talento y comprometiéndose a la producción de animación.
El departamento de negocios de anime de Cygames se encarga de planificar cómo desarrollar comercialmente las obras producidas, mientras que CygamesPictures asume un papel diferente al encargarse de la producción directa de las obras.
En noviembre de 2020, la sede se trasladó de 4-20-14 Minamicho, Kichijoji, Musashino, Tokio, a 2-14-13 Shakujii-cho, Nerima, Tokio, en el tercer piso del edificio NTT Shakujii.
En octubre de 2021, Koichi Watanabe, que era director representativo y presidente, fue nombrado director, y Nobuhiro Takenaka, que era director, fue nombrado segundo director representativo y presidente.
La razón detrás de Cygames de establecer un estudio propio en lugar de subcontratar a los numerosos estudios ya existentes, fue mejorar las condiciones laborales en la industria de producción de anime, las cuales a menudo son criticadas por ser deficientes. Buscan lograr esto dentro del entorno de su propia empresa, acumulando experiencia y creando un entorno propicio para la producción de obras de calidad y el desarrollo de talento.

## Trabajos

### Series de televisión
| Año  | Título                               | Director(es)                   | Fecha de primera transmisión | Fecha de última transmisión | Eps. | Notas                                                         | Refs.                |
| ---- | ------------------------------------ | ------------------------------ | ---------------------------- | --------------------------- | ---- | ------------------------------------------------------------- | -------------------- |
| 2019 | Manaria Friends                      | Hideki Okamoto                 | 20 de enero de 2019          | 24 de marzo de 2019         | 10   | Adaptación del videojuego de cartas Rage of Bahamut.          | [ 10 ]               |
| 2020 | Princess Connect! Re:Dive            | Takaomi Kanasaki               | 6 de abril de 2020           | 29 de junio de 2020         | 13   | Adaptación del videojuego de rol de mismo nombre.             | [ 11 ]               |
| 2022 | Princess Connect! Re:Dive Season 2   | Takaomi Kanasaki Yasuo Iwamoto | 11 de enero de 2022          | 29 de marzo de 2022         | 12   | Secuela de Princess Connect! Re:Dive                          | [ 12 ]               |
| 2023 | The Idolmaster Cinderella Girls U149 | Manabu Okamoto                 | 6 de abril de 2023           | 29 de junio de 2023         | 13   | Secuela de The Idolmaster                                     | [ 13 ]               |
| 2024 | Yūki Bakuhatsu Bang Bravern          | Masami Ōbari                   | 11 de enero de 2024          | 28 de marzo de 2024         | 12   | Historia original.                                            | [ 14 ]               |
| 2025 | Uma Musume Cinderella Gray           | Yūki Itō Takehiro Miura        | 6 de abril de 2025           | 29 de junio de 2025         | 13   | Adaptación del manga escrito e ilustrado por Taiyo Kuzumi.    | [ 15 ] [ 16 ]        |
| 2025 | Apocalypse Hotel                     | Kana Shundō                    | 9 de abril de 2025           | 25 de junio de 2025         | 12   | Historia original.                                            | [ 17 ] [ 18 ] [ 19 ] |
| 2025 | Hikaru ga Shinda Natsu               | Ryōhei Takeshita               | 6 de julio de 2025           | —                           | 12   | Adaptación del manga escrito e ilustrado por Mokumokuren.     | [ 20 ]               |
| 2025 | Uma Musume Cinderella Gray Part 2    | Yūki Itō Takehiro Miura        | Octubre de 2025              | —                           | —    | Secuela de Uma Musume Cinderella Gray.                        | [ 21 ]               |
| —    | Kagurabachi                          | —                              | —                            | —                           | —    | Adaptación del manga escrito e ilustrado por Takeru Hokazono. | [ 22 ]               |

### Películas
| Año  | Título                                       | Director     | Fecha de lanzamiento | Duración | Notas                               | Refs.  |
| ---- | -------------------------------------------- | ------------ | -------------------- | -------- | ----------------------------------- | ------ |
| 2024 | Uma Musume Pretty Derby: Shinjidai no Tobira | Ken Yamamoto | 24 de mayo de 2024   | 108m     | Secuela de Uma Musume Pretty Derby. | [ 23 ] |

### ONAs
| Año  | Título                      | Director(es)         | Fecha de primera transmisión | Fecha de última transmisión | Eps. | Notas                                                             | Refs.  |
| ---- | --------------------------- | -------------------- | ---------------------------- | --------------------------- | ---- | ----------------------------------------------------------------- | ------ |
| 2017 | Blade Runner Black Out 2022 | Shin'ichirō Watanabe | 27 de septiembre de 2017     | 27 de septiembre de 2017    | 1    | Cortometraje animado que sirve como precuela a Blade Runner 2049. | [ 24 ] |